# Carlo Bandirola
Carlo Bandirola (Voghera, 24 settembre 1915 – Voghera, 21 settembre 1981) è stato un pilota motociclistico italiano.

## Carriera
Pilota istintivo e irruente, divenne famoso per via della sua guida aggressiva, che lo portò spesso a rovinose cadute o a terminare anzi tempo le gare a causa del cedimento del motore.
Noto come "Il Leone dell'Oltrepò", iniziò la sua carriera nel 1934, correndo gare di regolarità con Gilera e CF, prima di arruolarsi nella Milizia della Strada, continuando a distinguersi sia in gare di velocità e regolarità, ottenendo nel 1939 quattro vittorie.
Durante la Seconda guerra mondiale fu portaordini sui fronti greco e albanese. Terminato il conflitto riprese a correre, facendosi notare al circuito di Verona 1946 da Giuseppe Gilera, che impressionato dalla sua prestazione gli offrì un posto da pilota ufficiale. Bandirola corse per la Casa di Arcore sino al 1950.
Nel motomondiale fu già presente nel Gran Premio motociclistico delle Nazioni 1949 dove si ritirò prima della conclusione della gara. Nel 1950 ottenne invece il suo primo podio con un terzo posto in occasione del GP di Svizzera.
Dalla stagione successiva passò alla MV Agusta con la quale, quali migliori risultati nel mondiale,  conquistò il secondo posto nel GP di Spagna del 1953, ripetuto poi nel 1955. Sempre nel motomondiale 1953 ottenne una vittoria nella gara della Classe 350 corsa in concomitanza con il Gran Premio motociclistico di Germania, gara che in quell'occasione non era considerata valida per la classifica mondiale data la pericolosità del circuito scelto.
Nel 1958 si aggiudicò inoltre il titolo italiano Classe 500. Terminerà la sua carriera di pilota due anni dopo.
È morto a 65 anni stroncato da una leucemia fulminante.

### Risultati nel motomondiale
| 1949 | Classe | Moto   |  |     |  |  |     |     |  |  |  | Punti | Pos. |
| ---- | ------ | ------ |  | --- |  |  | --- | --- |  |  |  | ----- | ---- |
| 1949 | 500    | Gilera |  | Rit |  |  | Rit | Rit |  |  |  | 0     |      |

| 1950 | Classe | Moto   |  |   |   |   |     |   |  |  |  | Punti | Pos. |
| ---- | ------ | ------ |  | - | - | - | --- | - |  |  |  | ----- | ---- |
| 1950 | 500    | Gilera |  | 4 | 4 | 3 | Rit | 5 |  |  |  | 12    | 5º   |

| 1951 | Classe | Moto      |   |   |  |  |  |  |  |   |  | Punti | Pos. |
| ---- | ------ | --------- | - | - |  |  |  |  |  | - |  | ----- | ---- |
| 1951 | 500    | MV Agusta | 5 | 4 |  |  |  |  |  | 9 |  | 5     | 12º  |

| 1952 | Classe | Moto      |   |  |     |     |     |  |   |     |  | Punti | Pos. |
| ---- | ------ | --------- | - |  | --- | --- | --- |  | - | --- |  | ----- | ---- |
| 1952 | 500    | MV Agusta | 3 |  | Rit | Rit | Rit |  | 4 | Rit |  | 7     | 11º  |

| 1953 | Classe | Moto      |     |  |  |    |  |  |  |     |   | Punti | Pos. |
| ---- | ------ | --------- | --- |  |  | -- |  |  |  | --- | - | ----- | ---- |
| 1953 | 500    | MV Agusta | Rit |  |  | NE |  |  |  | Rit | 2 | 6     | 11º  |

| 1954 | Classe | Moto      |  |  |    |  |   |     |  |   |     | Punti | Pos. |
| ---- | ------ | --------- |  |  | -- |  | - | --- |  | - | --- | ----- | ---- |
| 1954 | 500    | MV Agusta |  |  | AN |  | 3 | Rit |  | 3 | Rit | 8     | 8º   |

| 1955 | Classe | Moto      |   |    |  |   |     |  |  |     |  | Punti | Pos. |
| ---- | ------ | --------- | - | -- |  | - | --- |  |  | --- |  | ----- | ---- |
| 1955 | 500    | MV Agusta | 2 | 11 |  | 3 | Rit |  |  | Rit |  | 10    | 5º   |

| 1956 | Classe | Moto      |  |  |  |  |  |   |  |  |  | Punti | Pos. |
| ---- | ------ | --------- |  |  |  |  |  | - |  |  |  | ----- | ---- |
| 1956 | 500    | MV Agusta |  |  |  |  |  | 5 |  |  |  | 2     | 16º  |

| 1957 | Classe | Moto      |  |  |  |  |  |   |  |  |  | Punti | Pos. |
| ---- | ------ | --------- |  |  |  |  |  | - |  |  |  | ----- | ---- |
| 1957 | 500    | MV Agusta |  |  |  |  |  | 7 |  |  |  | 0     |      |

| 1958 | Classe | Moto      |  |  |  |  |  |  |   |  |  | Punti | Pos. |
| ---- | ------ | --------- |  |  |  |  |  |  | - |  |  | ----- | ---- |
| 1958 | 500    | MV Agusta |  |  |  |  |  |  | 5 |  |  | 2     | 16º  |

| Legenda | 1º posto        | 2º posto            | 3º posto            | A punti      | Senza punti        | Grassetto – Pole position Corsivo – Giro più veloce |
| Legenda | Gara non valida | Non qual./Non part. | Ritirato/Non class. | Squalificato | '-' Dato non disp. | Grassetto – Pole position Corsivo – Giro più veloce |